# 1571 no Brasil
Esta é uma cronologia dos acontecimentos do ano de 1571 no Brasil.

## Mortes
- 9 de janeiro: Nicolas Durand de Villegagnon, oficial francês, fundador da França Antártica, colônia francesa no Brasil (n. 1510).[1]